# Agrothereutes parvulus
Agrothereutes parvulus är en stekelart som först beskrevs av Heinrich Habermehl 1926.
Agrothereutes parvulus ingår i släktet Agrothereutes och familjen brokparasitsteklar. Inga underarter finns listade i Catalogue of Life.